# Вестлі (Каліфорнія)
Вестлі (англ. Westley) — переписна місцевість (CDP) в США, в окрузі Станіслаус штату Каліфорнія. Населення — 575 осіб (2020).

## Географія
Вестлі розташоване за координатами 37°33′9″ пн. ш. 121°12′45″ зх. д. / 37.55250° пн. ш. 121.21250° зх. д. (37.552436, -121.212386).  За даними Бюро перепису населення США в 2010 році переписна місцевість мала площу 4,51 км², уся площа — суходіл. В 2017 році площа становила 0,94 км², уся площа — суходіл.

## Демографія
Згідно з переписом 2010 року, у переписній місцевості мешкали 603 особи в 149 домогосподарствах у складі 133 родин. Густота населення становила 134 особи/км².  Було 157 помешкань (35/км²).
Расовий склад населення:
| - 35,2 % — білих - 0,8 % — корінних американців - 0,2 % — азіатів - 61,0 % — осіб інших рас |

До двох чи більше рас належало 2,8 %. Частка іспаномовних становила 96,0 % від усіх жителів.
За віковим діапазоном населення розподілялося таким чином: 40,1 % — особи молодші 18 років, 53,3 % — особи у віці 18—64 років, 6,6 % — особи у віці 65 років та старші. Медіана віку мешканця становила 25,9 року. На 100 осіб жіночої статі у переписній місцевості припадало 102,3 чоловіків;  на 100 жінок у віці від 18 років та старших — 97,3 чоловіків також старших 18 років.
Середній дохід на одне домашнє господарство  становив 21 388 доларів США (медіана — 21 944), а середній дохід на одну сім'ю — 21 388 доларів (медіана — 21 944). За межею бідності перебувало 60,6 % осіб, у тому числі 67,7 % дітей у віці до 18 років та 0,0 % осіб у віці 65 років та старших.
Цивільне працевлаштоване населення становило 128 осіб. Основні галузі зайнятості: сільське господарство, лісництво, риболовля — 52,3 %, виробництво — 19,5 %, транспорт — 9,4 %.